# Stammham (Eichstätt járás)
Stammham település Németországban, azon belül Bajorországban. Lakosainak száma 4246 fő (2023. december 31.). Stammham Hepberg, Wettstetten, Denkendorf, Altmannstein, Kösching, Böhmfeld és Kipfenberg községekkel határos.

## Népesség
A település népessége az elmúlt években az alábbi módon változott:
| Lakosok száma | 593  | 1131 | 1892 | 1561 | 3721 | 3860 | 4009 | 4022 | 4141 | 4246 |
|               | 1875 | 1950 | 1970 | 1975 | 2012 | 2014 | 2016 | 2017 | 2021 | 2023 |